# Procedimento amministrativo
Il procedimento amministrativo consiste in una sequenza ordinata di atti (come pareri e valutazioni tecniche) e di operazioni materiali (come notifiche e comunicazioni), compiuti dall’amministrazione e da altri soggetti pubblici e privati che partecipano alla procedura e strumentali all’emanazione di un provvedimento amministrativo.
Il procedimento trova la sua disciplina essenziale nella l. 7 agosto 1990, n. 241 (“Nuove norme in materia di procedimento amministrativo e di diritto di accesso ai documenti amministrativi”). La legge, codificando i principi progressivamente affermati dalla giurisprudenza, ha reso il procedimento la sede per la tutela degli interessi pubblici e privati rilevanti, che sono acquisiti e bilanciati in vista dell’emanazione del provvedimento finale.

## Le funzioni del procedimento
Il procedimento assolve molte funzioni. Innanzitutto, è garanzia per i partecipanti alla procedura e per l’intera collettività. In particolare, al privato viene assicurata la facoltà di far valere i propri interessi prima dell’assunzione della decisione finale, attraverso i cc.dd. istituti partecipativi. La partecipazione assume a sua volta una duplice valenza: “difensiva” rispetto alla propria posizione giuridica e “collaborativa” nella misura in cui consente l’emersione degli interessi che potrebbero essere incisi, direttamente o indirettamente, dal provvedimento finale, così da permettere all’amministrazione di giungere a una più piena rappresentazione della realtà di fatto e di diritto su cui andrà ad operare l’esercizio del pubblico potere.
Anche il coordinamento tra amministrazioni demandate alla cura di interessi differenti avviene in sede procedimentale: in presenza di un modello di organizzazione dei pubblici poteri di tipo pluralista, infatti, il procedimento è il luogo di raccordo tra gli stessi.
In sintesi, il procedimento rappresenta la sede più adatta per individuare e ponderare gli interessi rilevanti in una determinata vicenda giuridica.
Ancora, la procedimentalizzazione dell’attività amministrativa facilità la prevedibilità e la trasparenza del processo decisionale, arginando il rischio di derive arbitrarie da parte della pubblica autorità. Ciò consente di rendere effettiva la possibilità di un controllo amministrativo e giurisdizionale sull’attività dei singoli apparati.
In terzo luogo, il procedimento è strumento di efficienza: scandisce l’iter decisionale, creando le condizioni affinché l’amministrazione operi sollecitamente e al meglio. Secondo la dottrina, dunque, esso «è il mezzo giuridico preferenziale per raggiungere un punto di equilibrio tra il fine di garanzia e d’imparzialità e il fine di buona amministrazione e di efficacia».
Infine, ulteriore funzione del procedimento è di costituire un fattore di legittimazione del potere dell’amministrazione. Il procedimento, risultando aperto alla partecipazione di tutti i soggetti interessati, diviene la sede nella quale si individua, anche attraverso la stessa partecipazione, la regola per il caso concreto dettata dal provvedimento, con una democrazia procedimentale che sopperisce alle mancanze, in termini di democrazia rappresentativa, della maggior parte degli apparati amministrativi.

## Le fasi del procedimento
Il procedimento si articola in tre fasi: la fase dell’iniziativa, la fase istruttoria e la fase decisoria.

### La fase dell’iniziativa
La fase dell’iniziativa è disciplinata dagli artt. 2, 7, 8 e 13 della l. n. 241/1990.
Dall’art. 2 della legge si ricava che il procedimento amministrativo è caratterizzato dal principio di doverosità amministrativa, che prevede l’obbligo, in capo all’amministrazione competente, di svolgere e concludere il procedimento con l’adozione di un provvedimento.
L’obbligo di procedere può sorgere su istanza di parte o d’ufficio: nel primo caso, l’amministrazione viene sollecitata a procedere da un privato o da un’altra amministrazione; nel secondo, ad attivarsi è la stessa amministrazione titolare del potere di provvedere. Tendenzialmente, l’iniziativa di parte è correlata ai procedimenti riguardanti potestà ampliative della sfera giuridica dei destinatari, mentre l’iniziativa d’ufficio è riconducibile ai procedimenti ablatori.
In caso di procedimenti a istanza di parte, la domanda del privato deve essere idonea a giustificare l’avvio di un procedimento: ciò si verifica con riferimento alle ipotesi in cui è la legge a riconoscere al singolo un interesse qualificato. Al di fuori di esse, le richieste variamente formulate dai privati possono restare senza alcun seguito.
In caso di procedimenti d’ufficio, invece, l’obbligo di procedere sorge a fronte di autonome valutazioni da parte dell’amministrazione competente, svolte alla luce dei presupposti per l’esercizio del potere indicati dalla legge. A volte, l’amministrazione decide di procedere d’ufficio dopo aver effettuato attività preistruttorie (per esempio, le ispezioni), da cui emergono situazioni di fatto che rendono necessario l’esercizio di un potere.

#### La comunicazione di avvio del procedimento
Per dare inizio all’iter procedimentale è necessaria la comunicazione di avvio del procedimento (C.A.P.), disciplinata dagli artt. 7 e 8 della l. n. 241/1990.
Ai sensi dell’art. 7, comma 1, l’avvio del procedimento è comunicato ai soggetti nei confronti dei quali il provvedimento finale è destinato a produrre effetti diretti e a quelli che per legge debbono intervenirvi. Inoltre, sono destinatari della C.A.P. i soggetti individuati o facilmente individuabili che potrebbero subire pregiudizio dal provvedimento. La ragione alla base di quest’ultima previsione sta nell’esigenza di non rendere troppo gravosa, per l’amministrazione procedente, la ricerca dei soggetti potenzialmente lesi, in modo da tutelare l’efficienza dell’azione amministrativa.
Esistono, tuttavia, tre specifiche deroghe all’obbligo di comunicare l’avvio del procedimento: ragioni di impedimento dovute a esigenze di celerità del procedimento (art. 7, comma 1); adozione di provvedimenti cautelari da parte dell’amministrazione (art. 7, comma 2); sussistenza di molteplici destinatari e, dunque, carattere gravoso dell’adempimento (art. 8, comma 3).
Fatti salvi i casi in cui ciò sia consentito dalla legge, qualora la pubblica amministrazione non comunichi l’avvio del procedimento il destinatario pretermesso può impugnare il provvedimento finale chiedendone l’annullamento. Tuttavia, se l’autorità dimostra la superfluità della comunicazione di avvio, provando che il contenuto del provvedimento emanato non avrebbe potuto essere differente anche in caso di intervento del destinatario della comunicazione, il provvedimento non è annullabile ai sensi dell’art. 21-octies, comma 2, della l. n. 241/1990.
La comunicazione di avvio, quale istituto di partecipazione procedimentale, presenta una duplice finalità: difensiva e collaborativa. Sotto il primo profilo, il destinatario della C.A.P. ha la possibilità di introdurre le proprie istanze all’interno del procedimento, anticipando, già in sede procedurale, il contradditorio che, solo in ipotesi, potrebbe avvenire in sede di contenzioso. Quanto al secondo profilo, invece, il coinvolgimento del privato consente uno scambio di informazioni che possono rilevarsi utili nella fase istruttoria, in modo da arricchirla e renderla più completa.
Per quel che riguarda il contenuto della comunicazione (art. 8, comma 2), è necessario che essa indichi l’amministrazione competente, l’oggetto del procedimento, la persona responsabile del procedimento e l’ufficio presso cui esercitare il diritto di accesso agli atti. Inoltre, è indispensabile inserire all’interno della comunicazione la data di conclusione del procedimento, i rimedi esperibili in caso di inerzia da parte dell’amministrazione e, nell’ipotesi in cui il procedimento sia stato avviato su istanza di parte, la data in cui questa è arrivata all’amministrazione procedente.
Peraltro, la l. 11 settembre 2020, n. 120, con la finalità di favorire l’utilizzo della tecnologia durante il corso del procedimento, ha precisato che la comunicazione di avvio del procedimento deve contenere anche l’indicazione del domicilio digitale dell’amministrazione procedente, delle modalità di accesso al fascicolo informatico e delle istruzioni per esercitare in via telematica i diritti all’interno del procedimento

### La fase istruttoria
La fase istruttoria si caratterizza per lo svolgimento, da parte dell’amministrazione procedente, di attività di tipo ricognitivo volta ad accertare e acquisire tutti i fatti significativi e gli interessi rilevanti ai fini dell’emanazione del provvedimento. In questo contesto, risulta centrale la figura del responsabile del procedimento, disciplinata nel capo III della l. n. 241/1990. Agli artt. 4 e 5, si afferma infatti che le pubbliche amministrazioni sono tenute a determinare, per ogni procedimento, l’unità organizzativa responsabile del procedimento e che il dirigente di ogni unità organizzativa è poi tenuto a nominare, tra i dipendenti, un responsabile-persona fisica per l’istruttoria nonché, eventualmente, per l’emanazione del provvedimento. La violazione di tale disposizione non determina l’invalidità dell’atto conclusivo, bensì una mera irregolarità, perché, come evidenziato anche dalla giurisprudenza, il funzionario preposto all’unità organizzativa viene considerato responsabile della procedura fino a diversa assegnazione.
Il pubblico funzionario designato riveste un ruolo cardine sia sul versante organizzativo interno sia nel rapporto con i privati. Nel primo senso, svolge un’importante funzione di raccordo e coordinamento tra le diverse unità organizzative di un’amministrazione; quanto al secondo profilo, assicura al privato un dialogo con un interlocutore qualificato, garantendo anche una maggiore trasparenza del procedimento.

#### L’attività istruttoria
Il principio che caratterizza la fase istruttoria è quello della sua completezza: il responsabile del procedimento valuta preliminarmente il rispetto di condizioni, requisiti e presupposti per l’emanazione del provvedimento finale, accerta d’ufficio i fatti, esegue ispezioni e accertamenti tecnici, ordina l’esibizione di documenti, propone l’indizione o, se competente, indice le conferenze di servizi, richiede valutazioni e pareri ad altre amministrazioni, organi consultivi o esperti qualificati, cura le comunicazioni, pubblicazioni e notifiche previste dalle leggi e dai regolamenti e, infine, in ossequio al c.d. “soccorso istruttorio”, sollecita i partecipanti a correggere istanze erronee o incomplete.
Il responsabile del procedimento adotta, se competente, il provvedimento finale, e, se non competente, trasmette gli atti all’organo competente per l’adozione, il quale non può discostarsi dai risultati dell’istruttoria, se non motivando le ragioni nel provvedimento finale.
Durante la fase istruttoria è centrale la partecipazione procedimentale. Qualsiasi soggetto titolare di un interesse pubblico, privato o collettivo, cui possa derivare un pregiudizio dal provvedimento finale, ha facoltà di intervenire presentando memorie scritte e documenti (art. 10) e concludendo accordi di tipo integrativo o sostitutivo del provvedimento finale con l’amministrazione procedente (art. 11).

#### Il diritto di accesso agli atti
Ai fini di consentire un intervento informato e consapevole nel procedimento, i partecipanti, così come anche qualsiasi soggetto interessato, sono titolari di un diritto di accesso ai documenti amministrativi. In particolare, la normativa in esame distingue tra: accesso c.d. endoprocedimentale o partecipativo (art. 10, comma 1, lett. a), finalizzato alla visione di documenti riguardanti lo specifico procedimento cui si partecipa; accesso c.d. esoprocedimentale o difensivo (art. 22, comma 1, lett. b), collegato all’interesse diretto, concreto e attuale di prendere visione di un documento, corrispondente a una situazione giuridicamente tutelata e collegata al documento per il quale è chiesto l’accesso.
La l. n. 241/1990 offre all’art. 22 diverse definizioni, tra cui quelle di “documento amministrativo”, “soggetto interessato” e “controinteressato”. Quest’ultimo, in particolare, è il soggetto che vanta un diritto alla riservatezza che potrebbe essere compromesso dall’accoglimento dell’istanza di accesso (art. 22, comma 1, lett. c).
Non sempre l’istanza di accesso ha un riscontro positivo: ciò accade nelle ipotesi in cui è la stessa legge a vietare l’ostensione (art. 24, commi 1 e 6), oppure quando l’amministrazione ravvisa una lesione del diritto alla riservatezza del controinteressato. In ogni caso, però, in base a quanto previsto dall’art. 24, comma 7, l. n. 241/1990, deve essere garantito l’accesso ai documenti amministrativi la cui conoscenza sia necessaria per curare o per difendere i propri interessi giuridici. Tale regola può essere derogata laddove i documenti contengano dati sensibili e giudiziari: in questo caso l’ostensione sarà concessa solo se strettamente indispensabile. Quando però i dati sono idonei a rivelare lo stato di salute e la vita sessuale, è richiesto che la situazione giuridicamente rilevante, alla base dell’istanza di accesso, sia di rango almeno pari ai diritti del controinteressato, ovvero consista in un diritto della personalità o in un altro diritto o libertà fondamentale (art. 60 d.lgs. 30 giugno 2003, n. 196).

#### Il preavviso di rigetto
Nel caso di procedimenti a istanza di parte, la fase dell’istruttoria si può concludere con il c.d. preavviso di rigetto (o comunicazione dei motivi ostativi all’accoglimento dell’istanza). Tale istituto, previsto dall’art. 10-bis della l. n. 241/1990, si traduce in un obbligo a carico dell’amministrazione di instaurare un contraddittorio “rafforzato” con i destinatari del provvedimento finale quando, in base ai risultati dell’istruttoria, si prospetti il respingimento dell’istanza. Ricevuta la comunicazione, i destinatari sono titolari della facoltà di presentare per iscritto, entro dieci giorni, le loro osservazioni eventualmente corredate da documenti, nel tentativo di superare le ragioni ostative al rilascio del provvedimento favorevole, come risultano dal contenuto del preavviso di rigetto.
Secondo l’art. 10-bis, così come modificato dal d.l. 16 luglio 2020, n. 76, il ricevimento della comunicazione determina la sospensione dei termini di conclusione del procedimento, i quali inizieranno a decorrere nuovamente dieci giorni dopo la presentazione delle osservazioni o, in loro assenza, dalla scadenza del termine di dieci giorni per la presentazione delle stesse. Nella sua nuova versione, la disposizione prevede che, nel caso in cui il provvedimento di diniego venga annullato in giudizio, la pubblica amministrazione, a seguito della ripresentazione dell’istanza, non può addurre per la prima volta motivi ostativi già emergenti dall’istruttoria del provvedimento annullato.
Da ultimo, il legislatore, ponendo fine a un intenso dibattito dottrinale, ha chiarito che al provvedimento adottato in violazione dell’art. 10-bis non si applica la disposizione di cui al secondo periodo dell’art. 21-octies, comma 2, che esclude l’annullabilità in giudizio del provvedimento in caso di mancata comunicazione di avvio del procedimento qualora si dimostri che il contenuto non avrebbe potuto essere comunque diverso da quello in concreto adottato.

### La fase decisoria
Al termine della fase istruttoria, si apre la fase decisoria che, in ossequio al principio di doverosità amministrativa, è destinata a concludersi con l’emanazione di un provvedimento espresso. La necessarietà di tale esplicitazione della volontà del soggetto pubblico trova conferma anche nei casi di irricevibilità, inammissibilità, improcedibilità e infondatezza dell’istanza del privato, dovendo pure in queste ipotesi l’amministrazione adottare un provvedimento, per quanto “in forma semplificata” (art. 2, comma 1).
L’iter procedimentale, poi, deve essere contenuto entro limiti di tempo prestabiliti, sia a garanzia degli interessi del privato, sia ai fini del soddisfacimento tempestivo dell’interesse pubblico garantito dall’amministrazione.
Ai sensi dell’art. 2, commi 2-4, della l. n. 241/1990, la fissazione di tale termine è rimessa alla legislazione speciale o alle stesse amministrazioni, nel limite massimo di 90 giorni, il quale può essere ulteriormente dilatato sino a 180 giorni in caso di procedimenti particolarmente complessi. Tuttavia, in mancanza di scelta da parte delle amministrazioni o di una specifica previsione legislativa, la durata del procedimento è fissata, in via residuale, in 30 giorni. Fanno eccezione a questa regola i procedimenti in materia di immigrazione e cittadinanza, per cui l’ultimo periodo del comma 4 sembra escludere la determinabilità di un tempo massimo di adozione del provvedimento.
I termini decorrono dall’inizio del procedimento per i procedimenti d’iniziativa d’ufficio o dal ricevimento della domanda per i procedimenti d’iniziativa di parte; possono essere sospesi una sola volta per un periodo non superiore a 30 giorni qualora sia necessario acquisire informazioni relative a fatti non attestati in documenti già in possesso dell’amministrazione (art. 2, commi 6 e 7).
D’altra parte, benché le tempistiche siano rigidamente fissate in sede legislativa o regolamentare, accade spesso che nella pratica le amministrazioni rimangano inerti, non dando corso al procedimento o, in ogni caso, non adottando il provvedimento entro i termini normativamente definiti.

#### Il silenzio della pubblica amministrazione
Per superare l’impasse derivante dalla stasi dell’amministrazione il legislatore ha introdotto plurime soluzioni, a partire dall’istituto del c.d. “silenzio significativo”, in cui la mancata pronuncia del soggetto pubblico allo scadere del termine procedimentale può assumere o il valore di accoglimento dell’istanza di parte (c.d. “silenzio assenso” – previsto in via generale dall’art. 20 l. n. 241/1990), o di suo rigetto (c.d. “silenzio diniego” – operante solo nelle ipotesi in cui è espressamente previsto dalla legge).
L’istituto del “silenzio significativo” trova però un limite nei procedimenti che coinvolgono i c.d. “super interessi” (tra i quali, per esempio, patrimonio culturale e paesaggistico, ambiente, difesa nazionale), per cui, in virtù della sensibilità degli interessi in gioco, resta sempre necessario un provvedimento espresso che dimostri l’avvenuta scelta ponderata da parte dell’amministrazione.
Quando il silenzio amministrativo non corrisponde né a un assenso né a un diniego, si integra quello che viene qualificato come “silenzio inadempimento”: una situazione in cui l’inerzia amministrativa corrisponde esclusivamente a un non facere, tale da lasciare inevasa l’istanza privata e, in ogni caso, non concretizzato l’interesse pubblico.
Stante la duplice lesività, sia per l’interesse pubblico sia per l’interesse privato, di tale inadempimento, il legislatore ha codificato nella l. n. 241/1990 una serie di rimedi nei confronti dell’inerzia dell’amministrazione, classificabili in: sostitutivi, sanzionatori-disciplinari, indennitari e risarcitori.
Per quanto riguarda i primi, essi consentono all’amministrato di rivolgersi ad un altro soggetto interno all’amministrazione affinché si sostituisca a quello che avrebbe dovuto pronunciarsi nell’emanazione del provvedimento: tale sostituto viene di regola identificato dalle stesse amministrazioni tra le proprie figure apicali o unità organizzative. Il potere sostitutivo, attivabile sia d’ufficio sia su istanza di parte, dovrà essere esercitato in un termine pari alla metà di quello previsto per il procedimento ordinario (art. 2, comma 9-ter).
Passando invece ai rimedi sanzionatori-disciplinari, i ritardi o gli inadempimenti amministrativi costituiscono sempre elemento di valutazione della performance individuale nonché di responsabilità disciplinare e amministrativo-contabile del dirigente e del funzionario inadempiente (art. 2, comma 9).
Se i rimedi sin qui descritti sono rinvenibili nella legge sul procedimento, i più incisivi strumenti di tutela avverso il silenzio inadempimento dell’amministrazione non si trovano, in realtà, in tale testo, bensì nel c.d. “Codice del processo amministrativo”. In particolare, in base agli artt. 31, comma 1, e 117 c.p.a., decorso il termine per la conclusione del procedimento il soggetto interessato può chiedere al giudice amministrativo l’accertamento della violazione dell’obbligo di provvedere tramite un apposito rito speciale e, conseguentemente, la condanna dell’amministrazione all’adozione del provvedimento espresso. Quando poi il potere amministrativo non esercitato è vincolato, il giudice può anche pronunciarsi sulla fondatezza della pretesa privata.
Infine, il legislatore si è preoccupato di prevedere anche ipotesi di ristoro monetario per le conseguenze negative che l’inerzia amministrativa è capace di cagionare in capo al privato: si distingue, in tal senso, tra tutela indennitaria e tutela risarcitoria. Mentre la prima costituisce una riparazione economica (quantificata dalla legge in € 30 per ogni giorno di ritardo) riconosciuta per la mera inosservanza del termine e per la situazione di incertezza che essa ingenera, la tutela risarcitoria richiede la più complessa dimostrazione del danno ingiusto subito, del comportamento doloso o colposo dell’amministrazione e, infine, del nesso di causalità tra comportamento e danno.

## La conferenza di servizi e gli accordi amministrativi
Chiarita la rilevanza delle tre fasi procedimentali, è opportuno rimarcare che il processo di rinnovamento della pubblica amministrazione, funzionale a garantire l’efficienza e l’efficacia dell’azione amministrativa, ha condotto all’introduzione di due istituti peculiari in seno al procedimento: la conferenza di servizi e gli accordi amministrativi.

### La conferenza di servizi
La conferenza di servizi rappresenta uno strumento volto, in ottica di semplificazione, a consentire un più facile confronto tra le pubbliche amministrazioni variamente coinvolte in un procedimento amministrativo o in più procedimenti amministrativi tra loro connessi.
L’art. 14 l. n. 241/1990 originariamente contemplava due tipologie di conferenza di servizi, quella c.d. istruttoria e quella c.d. decisoria, e regolava, prevedendo un meccanismo di silenzio-assenso, i casi in cui le amministrazioni convocate non avessero partecipato alla conferenza o vi avessero partecipato tramite soggetti non dotati dei poteri necessari ad assumere determinazioni idonee a vincolarle.
La disciplina della conferenza di servizi ha però subito varie modifiche, ad opera di plurimi interventi normativi, come, per esempio, la l. n. 15/2005 e il d.lgs. n. 127/2016.
Ad oggi, si distinguono tre diverse tipologie di conferenza di servizi: istruttoria, decisoria e preliminare.
La conferenza di servizi istruttoria è facoltativa ed è funzionale all’esame contestuale degli interessi pubblici che vengono in rilievo in un procedimento o in più procedimenti tra loro connessi (c.d. conferenza interprocedimentale), attraverso il coinvolgimento delle pubbliche amministrazioni demandate alla tutela di detti interessi. L’obiettivo è quello di raccogliere tutti gli elementi necessari per la decisione finale in un unico contesto, facilitando così l’istruttoria e la successiva fase decisionale.
La conferenza di servizi decisoria, invece, nasce come istituto finalizzato non all’emersione dei vari interessi pubblici in gioco, ma all’individuazione dell’interesse prevalente da perseguire con il provvedimento finale. Essa mira a consentire all’amministrazione procedente di ovviare alla necessità di acquisire, da altre amministrazioni, i pareri, le intese, i nulla osta o gli altri atti di assenso che la stessa è tenuta per legge.
La conferenza decisoria si svolge di regola in forma semplificata (c.d. asincrona); tuttavia, per le questioni di particolare complessità, si può optare per una conferenza simultanea (o sincrona), che prevede una vera e propria riunione di tutte le amministrazioni interessate. La conferenza in forma semplificata, invece, non contempla riunioni, ma si sostanzia nell’acquisizione delle determinazioni motivate (di assenso, dissenso o proposta di modifica) espresse dalle amministrazioni partecipanti.
L’amministrazione procedente indice la conferenza (decisoria) entro cinque giorni lavorativi dall’avvio del procedimento d’ufficio o dal ricevimento della domanda nel caso di procedimenti ad istanza di parte, comunicando agli altri enti coinvolti l’oggetto della decisione, la documentazione necessaria e i termini perentori entro i quali devono essere comunicate le determinazioni. La mancata comunicazione delle determinazioni entro i termini stabiliti e la comunicazione di determinazioni non adeguate equivalgono ad assenso senza condizioni. Lo stesso meccanismo di silenzio-assenso si applica anche alla conferenza in forma simultanea in caso di assenza di un’amministrazione regolarmente convocata.
Scaduto il termine per la comunicazione delle determinazioni, l’amministrazione procedente ha cinque giorni lavorativi per adottare la determinazione motivata di conclusione della conferenza, che sostituisce a tutti gli effetti ogni autorizzazione, concessione, nulla osta o atto di assenso comunque denominato di competenza delle amministrazioni partecipanti. Tale determinazione conclusiva è assunta considerando le posizioni espresse dalle amministrazioni partecipanti sulla base di un criterio di prevalenza in senso qualitativo, che tiene cioè conto del tipo e dell’importanza delle attribuzioni di ciascuna amministrazione in riferimento alle questioni trattate, e non della mera maggioranza numerica.
L’art. 14-quinquies l. n. 241/1990, tuttavia, stabilisce che le amministrazioni poste a tutela dei c.d. “super-interessi” (ambiente, paesaggio, beni culturali, salute, pubblica incolumità) che abbiano espresso in modo inequivoco il proprio motivato dissenso prima della conclusione dei lavori possono proporre opposizione al Presidente del Consiglio dei Ministri avverso la determinazione motivata di conclusione della conferenza, entro un termine perentorio di dieci giorni dalla comunicazione della determinazione stessa. L’opposizione sospende l’efficacia della determinazione. La Presidenza del Consiglio dei Ministri, entro quindici giorni dalla ricezione dell’opposizione, convoca una riunione, estesa a tutte le amministrazioni che hanno partecipato alla conferenza, tesa a ricercare una soluzione condivisa. Qualora non si riesca a raggiungere l’intesa, la questione è rimessa al Consiglio dei Ministri.
Quanto alla conferenza di servizi preliminare, essa può essere convocata su richiesta motivata, corredata da uno studio di fattibilità, di soggetti interessati a realizzare progetti di particolare complessità o insediamenti produttivi di beni e servizi. Le amministrazioni competenti potranno così indicare al richiedente, già prima della presentazione di una istanza o di un progetto definitivo, le condizioni necessarie per il successivo ottenimento degli atti di assenso.

### Gli accordi amministrativi
L’art. 11 della l. n. 241/1990 detta poi la disciplina degli accordi tra amministrazione e privati. La norma ha introdotto una significativa novità nell’esercizio della funzione pubblica, permettendo alle amministrazioni di usufruire di una modalità alternativa di conclusione del procedimento tramite la stipula di intese con i privati.
Gli accordi amministrativi si distinguono in integrativi e sostitutivi. L’accordo integrativo (o procedimentale) definisce il contenuto discrezionale del provvedimento finale, che sarà poi emanato dall’amministrazione in modo conforme all’accordo stesso; l’accordo sostitutivo, invece, sostituisce integralmente il provvedimento.
Gli accordi amministrativi devono essere redatti per iscritto a pena di nullità, salvo che la legge disponga altrimenti, e devono essere motivati; agli stessi si applicano i principi del Codice civile in materia di obbligazioni e contratti in quanto compatibili.
L’art. 11, comma 4, l. n. 241/1990 prevede che, per sopravvenuti motivi di pubblico interesse, l’amministrazione può recedere unilateralmente dall’accordo, liquidando un indennizzo al privato per gli eventuali pregiudizi dallo stesso subiti.
Anche alla luce di tale specialità nella loro disciplina, secondo la tesi prevalente in dottrina e giurisprudenza gli accordi di cui si discorre non rappresentano un’attività di diritto privato svolta dalla pubblica amministrazione, ma una modalità di esercizio del potere amministrativo.

### Riferimenti normativi
- Legge 7 agosto 1990, n. 241